# Plutodes cyclaria
Plutodes cyclaria là một loài bướm đêm trong họ Geometridae.